# Matthew Hays
Matthew Hays est un critique de cinéma, écrivain et un organisateur de festivals de films à Montréal. Il a remporté le prix littéraire Lambda pour son livreThe View from Here: Conversations with Gay and Lesbian Filmmakers en 2007,.
Hays obtient sa maîtrise en études des médias de l'Université Concordia en 2008.
Matthew Hays enseigne les études cinématographiques, le journalisme et la communication à l'Université Concordia de 1976 à 2017, il est aussi critique de films pour le Montreal Mirror.
Ses écrits ont aussi été publiés dans The Globe and Mail, The Guardian, Xtra!, The Walrus, Vice et The Advocate. Il a aussi été nommé pour le National Magazine Award 2008.
Il est responsable de la programmation de l'édition 2008-2009 du Festival international du film de Toronto.
Hays est ouvertement homosexuel.